# Vila Franca das Naves e Feital
Vila Franca das Naves e Feital (llamada oficialmente União das Freguesias de Vila Franca das Naves e Feital) es una freguesia portuguesa del municipio de Trancoso, distrito de Guarda.

## Historia
Fue creada el 28 de enero de 2013 en aplicación de una resolución de la Asamblea de la República de Portugal promulgada el 16 de enero de 2013 con la unión de las freguesias de Feital y Vila Franca das Naves, pasando su sede a estar situada en la antigua freguesia de Vila Franca das Naves.

## Demografía
| Gráfica de evolución demográfica de Vila Franca das Naves e Feital entre 2011 y 2021 |
|                                                                                      |
| Datos según el nomenclátor publicado por el INE portugués.                           |